# 栗山賚四郎

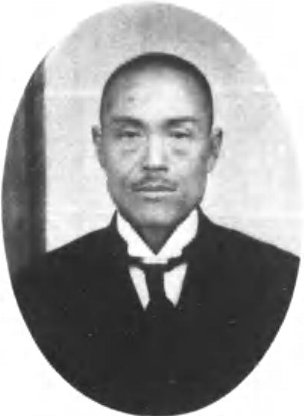
栗山賚四郎

栗山 賚四郎（くりやま らいしろう、文久3年8月23日（1863年10月5日） - 昭和19年（1944年）1月15日）は、日本の衆議院議員（立憲民政党）。ジャーナリスト。

## 経歴
肥前国神埼郡蓮池村（現在の佐賀県佐賀市から神埼市にかけての地域）に堺時中の四男として生まれ、栗山延光の養子となった。1888年（明治21年）、東京専門学校（現在の早稲田大学）邦語法律科を卒業した。博文館に入社して、百科事典の編纂主任となった。その後、『信府日報』主筆や『西肥日報』主筆を務めた。さらに神埼郡会議員、佐賀県会議員、同議長に選出された。
1930年（昭和5年）、第17回衆議院議員総選挙に出馬し、当選を果たした。

## 著書
- 『神埼郡郷土誌』（1915年、神埼郡教育会）